# Церковь Святой Екатерины Александрийской (Валлетта)
Церковь Святой Екатерины Александрийской (мальт. Knisja ta' Santa Katerina ta' Lixandra, итал. Chiesa di Santa Caterina d'Alessandria), также церковь Святой Екатерины Итальянской (мальт. Knisja ta' Santa Katerina tal-Italja, итал. Chiesa di Santa Caterina d'Italia) — римско-католический храм в Валлетте, принадлежащий итальянской общине Мальты. Напротив церкви расположен Итальянский отель.

## История
Церковь построена госпитальерами в 1576 году по проекту Джироламо Кассара, а в XVII веке перестроена и расширена. В январе 1999 года из-за проникновения воды потолок частично обрушился, а некоторые элементы декора были повреждены, и с 2011 по 2011 год в церкви проходила реставрация. Церковь была снова открыта 25 ноября 2011 года.
Здание церкви святой Екатерины включено в Национальный реестр культурных ценностей Мальтийских островов под номером 00569.

## Архитектура и интерьер
Церковь святой Екатерины имеет в плане восьмиугольник и увенчана куполом. Восемь медальонов работы Леонардо Ромео на фасаде изображают ключевые эпизоды жития святой Екатерины Александрийской. Фрески Ромео находятся и внутри церкви. Купол, расписанный Маттиа Прети, украшен орнаментами в серо-золотых тонах и стукко.
Алтарный образ работы Маттиа Прети изображает сцену мученичества святой Екатерины. По бокам находятся две картины, предположительно испанской школы, на сюжеты мистического обручения святой Екатерины и спор с египетскими мудрецами.
Правый алтарь посвящён Деве Марии Скорбящей. В нём находится единственная хранящаяся на Мальте картина Бенедетто Лути.
В левом алтаре находится изображение распятия.